# Żamiła Bakbergenowa
Żamiła Nauchannurkyzy Bakbergenowa (kaz. Жамила Науханнуркызы Бакбергенова; ur. 6 stycznia 1996) – kazachska zapaśniczka walcząca w stylu wolnym. 
Wicemistrzyni świata w 2021, 2022 i 2024; trzecia w 2023; piąta w 2019 roku.
Srebrna medalistka igrzysk azjatyckich w 2022 i dziewiąta w 2018. Zdobyła sześć medali mistrzostw Azji w latach 2019 - 2025. Srebrna medalistka igrzysk Solidarności Islamskiej w 2017 i brązowa w 2021. Piąta w Pucharze Świata w 2022. 
Trzecia na MŚ kadetek w 2013, juniorek w 2014, a także U-23 w 2018 roku.
Jej siostra Mädina, również startuje w zawodach zapaśniczych.